# Fasti Prenestini

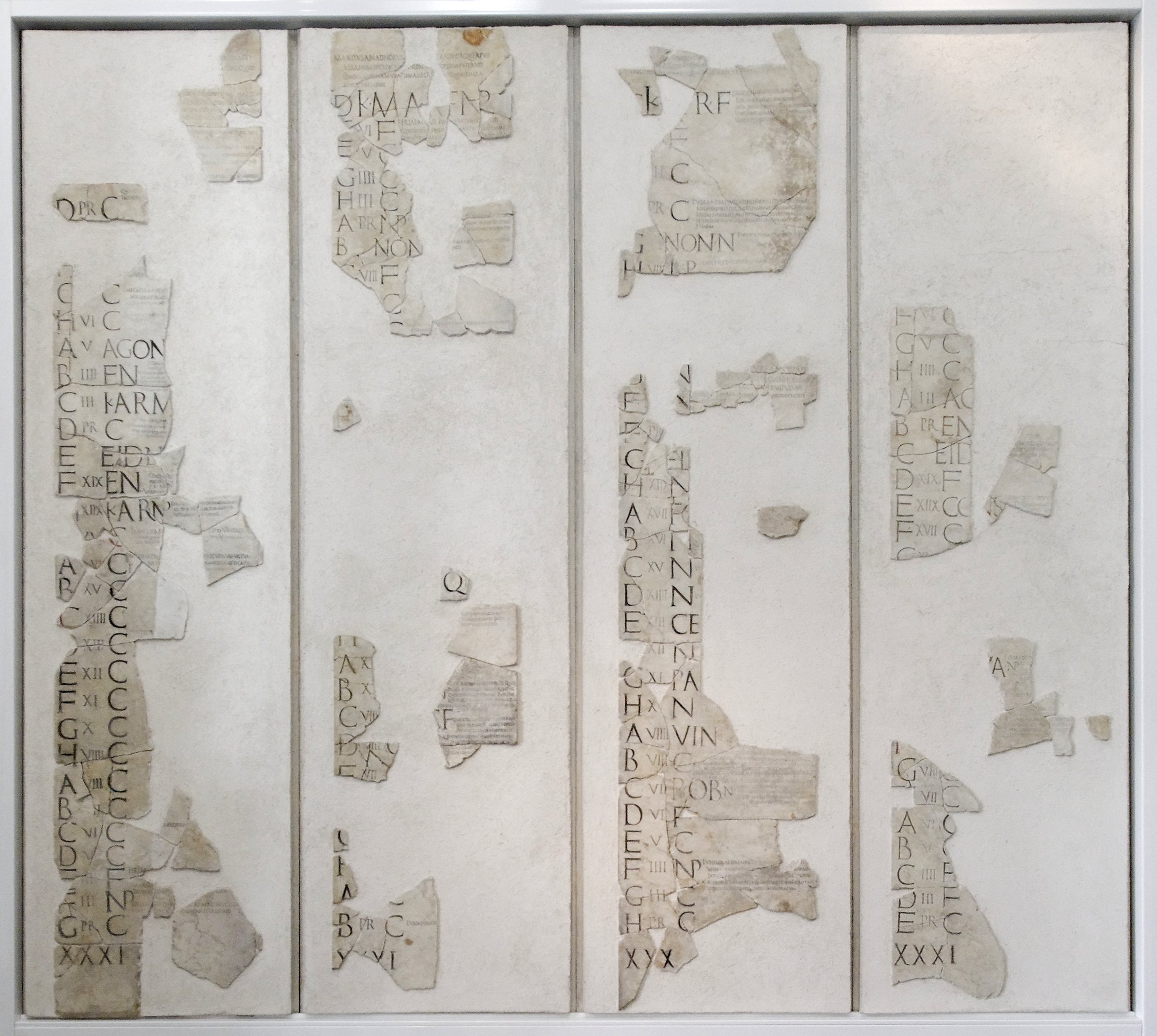
Museo Nazionale Romano, i Fasti Praenestini

I Fasti Prenestini (in latino Fasti Praenestini) sono un calendario rurale romano inciso in forma epigrafica su marmo e rinvenuto a Praeneste (Palestrina) nel 1770 e nel 1864 in forma estremamente frammentaria, nella cosiddetta città bassa e presso la basilica paleocristiana di S.Agapito in località Quadrelle. 
Il calendario era esposto presso il foro cittadino.
I frammenti sono oggi conservati presso il Museo Nazionale Romano.
Questo calendario fu redatto dal celebre grammatico Verrio Flacco in età augustea.

## Descrizione
I frammenti superstiti del calendario, che si riferisce al calendario riformato da Giulio Cesare, contengono i mesi di gennaio, marzo, aprile e dicembre, oltre a parte di febbraio.
Le tavole danno conto delle festività, come anche dei trionfi di Augusto e Tiberio, fino all'anno 22 d.C., probabile anno della morte dell'autore.
Le informazioni riportate nei Fasti Prenestini hanno permesso di acquisire importanti conoscenze sul calendario romano antico. Ad esempio, Flacco riportò che il mese di febbraio (in latino Februarius) deriva il suo nome dall'antico rito delle februa, cioè "espiazioni", "purificazioni", che si celebrava a conclusione dell'anno del più antico calendario romano (questo terminava il 23 febbraio con la festa dei Terminalia in onore del dio Termine).